# کوراکوت ویریائدومسیری
کوراکوت ویریائدومسیری (تایلندی: กรกช วิริยอุดมศิริ؛ زادهٔ ۱۹ ژانویهٔ ۱۹۸۸) بازیکن فوتبال اهل تایلند است.
از باشگاه‌هایی که در آن بازی کرده‌است می‌توان به باشگاه فوتبال چونبوری و باشگاه فوتبال بوریرام یونایتد اشاره کرد.
وی همچنین در تیم ملی فوتبال تایلند بازی کرده‌است.